# Wheels of Steel
Wheels of Steel es el segundo álbum de estudio de la banda británica de heavy metal Saxon, publicado en 1980 por Carrere Records. Es su producción más exitosa en el Reino Unido, ya que logró el quinto puesto en la lista UK Albums Chart y recibió al año siguiente disco de oro luego de superar las 100 000 copias vendidas. Hasta mediados de los años 2000 había comercializado más de un millón de copias, cuyas ventas son principalmente europeas. Con el pasar de los años ha recibido positivas reseñas por parte de la prensa especializada, donde se ha citado como uno de sus mejores álbumes y algunos de ellos lo han denominado como una de las producciones más influyentes de la Nueva ola del heavy metal británico.
Por otro lado, en 1997 se remasterizó con seis pistas adicionales de las cuales cinco fueron en vivo. Por su parte, el sello EMI Music lo volvió a relanzar en 2009 con ocho canciones adicionales, destacando las maquetas de «Suzie Hold On» y «Wheels of Steel». Cabe señalar que todos los temas en vivo incluidos en ambas versiones fueron grabadas en el Monsters of Rock de 1980.

## Antecedentes y promoción
La gran mayoría de las canciones tratan sobre la velocidad, motocicletas y carreteras, sin embargo, «747 (Strangers in the Night)» destacó por tratar sobre el corte de energía que sufrió el Aeropuerto Internacional John F. Kennedy en 1965, luego que un avión de Scandinavian Airlines perdiera el rumbo en la oscuridad y se estrellara. Dicho vuelo es mencionado en la canción bajo el nombre de Scandinavian 101. Otra de las canciones que destacó fue «Wheels of Steel», que posteriormente se incluyó en los videojuegos Grand Theft Auto: Episodes from Liberty City, sobre todo en sus expansiones Grand Theft Auto IV: The Lost and Damned y Grand Theft Auto: The Ballad of Gay Tony en la radio ficticia Liberty Rock Radio 97.8, además de Brütal Legend. También fue versionada por la banda L.A. Guns para su disco Rips the Cover Off de 2004. 
En cuanto a su promoción se lanzaron tres temas como sencillos; «Wheels of Steel», que llegó hasta el puesto 20 en los UK Singles Chart, «747 (Strangers in the Night)» que obtuvo la posición 13 en la misma lista y «Suzie Hold On» que no llegó a entrar en las listas musicales del Reino Unido.

## Lista de canciones
Todas las canciones escritas por Byford, Quinn, Oliver, Dawson y Gill.

| N.º | Título                         | Duración |  |
| 1.  | «Motorcycle Man»               | 3:56     |  |
| 2.  | «Stand Up and Be Counted»      | 3:09     |  |
| 3.  | «747 (Strangers in the Night)» | 4:58     |  |
| 4.  | «Wheels of Steel»              | 5:58     |  |
| 5.  | «Freeway Mad»                  | 2:41     |  |
| 6.  | «See the Light Shining»        | 4:55     |  |
| 7.  | «Street Fighting Gang»         | 3:12     |  |
| 8.  | «Suzie Hold On»                | 4:34     |  |
| 9.  | «Machine Gun»                  | 5:23     |  |

| Pistas adicionales en remasterización de 1997 |                                         |          |  |
| N.º                                           | Título                                  | Duración |  |
| 10.                                           | «Judgement Day» (en vivo)               | 5:38     |  |
| 11.                                           | «Wheels of Steel» (versión single)      | 4:30     |  |
| 12.                                           | «See the Light Shining» (en vivo)       | 5:31     |  |
| 13.                                           | «Wheels of Steel» (en vivo)             | 9:27     |  |
| 14.                                           | «747 (Strangers of the Night» (en vivo) | 4:56     |  |
| 15.                                           | «Stallions of the Highway» (en vivo)    | 3:18     |  |

| Pistas adicionales en remasterización de 2009 |                                          |          |  |
| N.º                                           | Título                                   | Duración |  |
| 10.                                           | «Suzie Hold On» (versión demo)           | 5:26     |  |
| 11.                                           | «Wheels of Steel» (versión demo)         | 6:31     |  |
| 12.                                           | «Stallions of the Highway» (en vivo)     | 3:35     |  |
| 13.                                           | «Motorcycle Man» (en vivo)               | 3:37     |  |
| 14.                                           | «Freeway Mad» (en vivo)                  | 2:24     |  |
| 15.                                           | «Wheels of Steel» (en vivo)              | 5:26     |  |
| 16.                                           | «747 (Strangers in the Night)» (en vivo) | 4:47     |  |
| 17.                                           | «Machine Gun» (en vivo)                  | 6:16     |  |

## Miembros
- Biff Byford: voz
- Graham Oliver: guitarra eléctrica
- Paul Quinn: guitarra eléctrica
- Steve Dawson: bajo
- Pete Gill: batería